# Розсоха (Іванківський район)
Розсо́ха — колишнє село в Україні, розташоване в Чорнобильському районі Київської області, яке було відселене внаслідок аварії на ЧАЕС.
Після аварії на Чорнобильській АЕС 7 травня 1986 року населення було відселено до села Колонщина Макарівського району Київської області. Виселене внаслідок сильного радіоактивного забруднення. 
У 1971 році населення становило 557 осіб. 
На межі 1970-80-х рр. у селі проживало близько 600 мешканців. 
У радянський час підпорядковувалося Чорнобильському району.
До евакуації в селі нараховувалось 188 дворів і проживало 416 жителів, знаходилася восьмирічна школа, сільська рада (село було центром сільської ради), колгосп «Шлях до комунізму», фельдшерсько-акушерський пункт, працювало відділення зв'язку (старий поштовий індекс 255642), клуб. До Розсохівської сільської ради відносились села Іловниця та Бички. Офіційно зняте з обліку 1999 року за відсутністю жителів.
Після Чорнобильської катастрофи село увійшло до 30-кілометрової зони відчуження.
Частина села згоріла під час лісових пожеж у 1990 році.
Частина території села згоріла під час лісових пожеж у 2020 році.
З кінця лютого до 1 квітня 2022 року село було окуповане російськими військами.